# Dicta Boelcke
Dicta Boelcke è una lista di regole usate nel combattimento aereo, formulata dal grande asso tedesco della prima guerra mondiale, Oswald Boelcke.
La lista si compone delle regole seguenti:

## Cercare di garantirsi una posizione migliore prima di attaccare. Se possibile, mantenere il sole alle spalle
Nell'attaccare gli aerei avversari occorre assicurarsi la quota superiore sovrastando così l'aereo del nemico prima di attaccare. Se possibile, si faccia in modo che il sole sia dietro all'aereo attaccato; i vantaggi che se ne ricavano sono: velocità, altitudine, sorpresa, manovrabilità e superiorità numerica.
- Velocità: il pilota con maggior velocità fra due aerei in combattimento si garantisce il controllo dell'operazione avendo il potere di scegliere le manovre da intraprendere per combattere ed abbattere l'aereo attaccato. L'aereo avversario, se più lento, non può contrattaccare e non è nelle condizioni di difendersi, dato che non riesce a volare in sicurezza. Inoltre un aereo manovrabile e veloce può compiere manovre elaborate, dando al suo pilota molte possibilità di scelta. Una macchina che vola vicino alla propria velocità di stallo, invece, è limitata a oscillare in una linea più o meno diritta. I motori disponibili nei primi due anni di conflitto offrivano spinta appena sufficiente per spingere gli aerei a 150 km/h (93 mph), o poco più. Pur essendo sufficienti per il volo livellato, non bastavano per aumentare la quota in tempi accettabili, e quando si saliva, la velocità all'aria dimezzava. Picchiando, d'altra parte, si potevanl raggiungere velocità superiori alla velocità massima dell'aereo. Alla fine della guerra, (1ª Guerra Mondiale) gli aerei riuscivano a operare alla velocità di 200 km/h (124 mph).
- Altitudine: Volare sopra il proprio avversario dà al pilota il vantaggio di un maggior controllo, consentendogli di decidere se, come, dove e quando iniziare il combattimento: può tuffarsi sul suo nemico con un vantaggio considerevole, potendo di colpire non visto e disponendo di maggiore velocità, e può gestire agevolmente l'attacco senza grossi rischi ed a suo piacimento. Qualora poi il suo nemico avesse troppo vantaggi come ad esempio una superiorità numerica, l'attaccanti potrebbe agilmente volare via con una picchiata.
- Sorpresa: colpire per primi e di sorpresa è sempre il metodo più sicuro e preferibile per condurre un attacco e per prepararsi ad abbattere altri nemici. La maggior parte di vittorie nella Prima guerra mondiale furono realizzata al primo passaggio. Senza avere apparecchiature come il radar, un pilota poteva avvicinarsi di nascosto al suo nemico sfruttando nubi, foschia o persino le aree cieche create dalle ali degli aerei dell'avversario o ancora arrivare in coda per celare il proprio approccio. Inoltre lo sfolgorio del sole di fronte all'aereo avversario poteva nascondere al nemico la propria presenza.
- Manovrabilità: Conoscendo i limiti dell'aereo, cioè la debolezza della struttura e la capacità di sopportare picchiate, virate, cabrate e ogni altro tipo di manovra del proprio aereo e le debolezze dell'aereo avversario si può sostenere il combattimento con probabilità molto più elevate di abbattere il proprio nemico. Chi è più veloce è anche in grado di virare più stretto. Boelcke non fece mai atti sciocchi di eroismo e non ha mai attaccato se non certo di avere vantaggi sicuri. Uno degli alunni di Boelcke, Manfred von Richthofen, imparò questa regola molto bene e divenne il maggiore Asso delle Forze Aeree Tedesche.

Un esempio documentato di come Boelcke si assicurasse questi vantaggi risale al 17 settembre 1916. In quell'occasione Boelcke ed i piloti della Jagdstaffel 2 (Jasta 2), squadriglia da caccia della Luftstreitkräfte al suo comando, intercettarono in volo una formazione avversaria composta da bombardieri e caccia che attraversavano le linee. Lui scelse di non attaccare subito, mantenendo la sua Jasta ad una quota più elevata, al di sopra dei bombardieri, mantenendosi tra essi ed il sole attendendo il momento propizio e volando in tondo. Quando i piloti dei bombardieri, osservatori e piloti di scorta della formazione furono occupati a sganciare le bombe e ad osservare i danni che causavano a terra, Boelcke diede il segnale ai suoi piloti di attaccare. Abbatterono molti nemici senza subire perdite

## Proseguire sempre con un attacco che avete cominciato
Se si è in volo con dei piloti che non hanno sostenuto alcun combattimento si corre il rischio che essi, avviato un attacco, per istinto (paura) interrompano l'attacco e si allontanino e questo li costringerà inevitabilmente a porgere la coda del proprio aereo alle armi (Mitragliatrici) dell'avversario, diventando una facile preda per il cacciatore nemico.
Boelcke imparò che era meglio rimanere lontano e girare in circolo aspettando che il proprio avversario commettesse un errore o fuggisse, permettendogli così di arrivare in coda al suo avversario ed abbatterlo. Aumentare la velocità e girare la coda è più che arrendersi, è il maggior vantaggio che un pilota possa fornire al proprio avversario. Per esempio, quando l'Asso Tedesco Manfred von Richthofen (Il Barone Rosso) incontrò l'asso Britannico Hawker nei cieli di Lanoe nel novembre 1916, ognuno dei 2 cercò di arrivare alla coda dell'altro. Ambedue erano bloccati al secondo Dicta di Boelcke. Quando il loro circolare senza fine li aveva portati a essere sopra le Seconde Linee Tedesche a bassa quota, l'Inglese dovette scegliere tra atterrare ed essere catturato o cercare di sfuggire al proprio avversario, Hawker cercò di fuggire ma Richtofen riuscì a mettersi finalmente in coda al suo avversario e ad abbatterlo.

## Aprire il fuoco solo a distanza ravvicinata, e solo quando l'avversario è esattamente sotto tiro
Il pilota inesperto tende a colpire il più rapidamente possibile l'avversario. Iniziare a sparare da 1000 m (3000 piedi) dà poche possibilità di colpire il velivolo nemico. Il rumore della mitragliatrice/i può allarmare il pilota avversario permettendogli di reagire e magari manovrare per mettersi in coda a colui che voleva abbatterlo.
Le mitragliatrici disponibili per gli aerei durante la Grande Guerra (Prima Guerra Mondiale) non erano estremamente accurate potendo contare, almeno nei primi tempi, di sistemi di puntamento o sincronizzazione grossolani come cunei in acciaio o mirini derivati da quelli terrestri. Aggiungiamo la difficoltà di colpire un obiettivo in movimento ad una velocità elevata, cosa questa che per il periodo era veramente strabiliante.
Boelcke preferì volare alla distanza massima di 100 m (300 piedi) o meno prima di sparare, assicurandosi così maggiori possibilità di colpire ed abbattere con le prime raffiche di colpi l'avversario.
Un altro aspetto problematico per colpire rapidamente era che la scorta di munizioni che era solitamente limitata a cento colpi che equivalgono a meno di 60 secondi di fuoco sostenuto. Ricaricare in volo poteva essere pericoloso se non impossibile. Spruzzare il cielo col piombo nelle speranza di colpire qualche cosa, non era una scelta. I bersagli dovevano essere scelti attentamente.
All'inizio della guerra, quando un senso di cavalleria ancora era diffuso tra i contendenti, i piloti permisero ai loro oppositori di allontanarsi se loro non avevano più munizioni o si era inceppata la mitragliatrice.
La guerra totale purtroppo non permise per molto tali cortesie.

## Si dovrebbe sempre cercare di tenere d'occhio il tuo avversario, e mai lasciarsi ingannare dalle astuzie
Nelle manovre messe in atto in una lotta aerea è facile perdere vista il proprio avversario.
È probabile che una riaffermazione di questa regola sia: immaginare sempre dove sarà il proprio oppositore.
Se un pilota perde di vista il suo nemico, da cacciatore può diventare preda.
Un pilota esperto non permette all'avversario di farsi distrarre.
Per esempio, era una pratica comune per un pilota fingere di andare in vite apparentemente incontrollata o tuffarsi in picchiata per uscire da una lotta che non stava andando bene. Questa pratica influì sulla cavalleria dei loro oppositori. Continuare a combattere con un uomo che stava scendendo verso il terreno appariva antisportivo. Boelcke riconobbe che troppo era stato concesso a molti nemici, difatti era stato permesso loro di scappare e ritornare per lottare un altro giorno. Guerreggiare per la sopravvivenza nazionale non è uno sport. Boelcke insegnò, contro questo comportamento cavalleresco, che non è sempre vero che l'aereo avversario che inizia a roteare in giù sta abbandonando l'agone perché in palese difficoltà, quello potrebbe essere un diversivo, una finta che consente all'avversario di riprendersi per poi continuare la battaglia. Se fosse un artificio dunque, il pilota nemico uscirebbe dalla vite all'ultimo momento e fuggirebbe o ritornerebbe ad attaccare guadagnando anche il vantaggio della sorpresa. Boelcke volle che i suoi allievi  seguissero il loro avversario in picchiata per assicurarsi che erano stati abbattuti o, in caso contrario, riprendere la lotta.

## In qualsiasi tipo di attacco, è essenziale attaccare l'avversario da dietro
Mentre alcuni piloti erano esperti nei calcoli mentali necessari per dei buoni tiratori aerei, la maggior parte era molto meno esperta. Calcolare la velocità di una piattaforma da cui si effettuava il tiro, la velocità delle pallottole e la velocità e direzione dell'obiettivo potrebbe essere molto impegnativo nel calore di battaglia. Nel momento di sparare l'obiettivo potrebbe virare, inoltre il raggio di fuoco delle pallottole era 50 m (150 piedi) o più se le mitragliatrici erano divergenti. Una virata dell'aereo bersaglio darebbe meno esposizione alle pallottole.
Attacchi frontali o testa-a- testa richiedono poca o nessuna deviazione. Un attacco frontale comunque espone al fuoco nemico. È più sicuro e più efficace avere l'obiettivo nella linea di mira più o meno nella stessa direzione. Questo richiede poco o nessuna concentrazione ed espone l'obiettivo ad una più grande concentrazione di fuoco.
A causa della generalità di attacchi dal retro, il disegno degli aerei si adattò aggiungendo spazio sul retro per creare un altro posto in cui mettere altra persona con mitragliatrici che sparavano in varie direzioni.

## Se il tuo avversario si tuffa su di te, non cercare di aggirare il suo attacco, ma attaccalo a tua volta
Questa regola è riferita alla considerazione di cui sopra. La reazione istintiva di molte reclute è quella di virare e fuggire ad un attaccante, specialmente se si avvicinava in picchiata.
Questa manovra presenta la coda del proprio aereo all'assalitore, di solito con risultati disastrosi. Boelcke insegnò che un pilota deve vincere questo istinto. Virare per affrontare l'attacco potrebbe costringere l'assalitore alla difensiva, o almeno sconvolgere i suoi piani per effettuare un abbattimento facile. Anche se cabrare in fase di attacco può far diminuire la velocità, è meglio tentare di portare le proprie mitragliatrici in posizione di tiro che fuggire. Inoltre, l'attaccante deve uscire dalla picchiata, diventando da cacciatore preda.

## Quando si è sulle linee nemiche, ricordarsi sempre la rotta per la ritirata
Se un pilota scegliesse di abbandonare il combattimento in presenza di una forza superiore, o stesse picchiando con una macchina danneggiata, sarebbe difficile perdere tempo per ritrovare la rotta. Questa regola suona come ovvia, ma Boelcke trovò necessario includerla. Molti piloti atterrarono presso o dietro le linee nemiche perché, confusi, persero l'orientamento. Nella Prima Guerra Mondiale, la navigazione aerea era fatta soprattutto a vista. Prendere dei punti di riferimento aiutò più di un pilota a trovare rapidamente la sua rotta, forse facendo la differenza tra la salvezza e la prigionia.

## Suggerimento per Squadroni: In linea di principio, è meglio attaccare in gruppi di quattro o sei. Quando la battaglia si frammenta in combattimenti individuali, attenzione a non concentrarsi in molti su un solo avversario.
Nel primo anno dei combattimenti aerei nella Prima guerra mondiale, il combattimento aereo era prevalentemente uno contro uno. I primi assi, come Adolphe Pégoud, Roland Garros, Boelcke e Max Immelmann, cacciarono nel cielo da soli. Man mano che la guerra continuava, il numero puro e semplice di aerei nel cielo aumentò. Molti aerei da ricognizione viaggiarono insieme per una protezione reciproca, oppure scortati da aerei da caccia.
Boelcke riconobbe che i giorni del cacciatore solitario erano finiti.
Molti giovani piloti continuarono a gettarsi strenuamente in battaglia come un cavaliere errante, solo per essere sommersi rapidamente da molteplici avversari.
Boelcke fece conferenze sgridando accanitamente i propri allievi  per avere agito troppo indipendentemente e concentrandosi sul bisogno di lavorare come una squadra. Attaccare in gruppo permise al leader della formazione di concentrare esclusivamente la sua attenzione sul proprio obiettivo, mentre i suoi gregari gli proteggevano la coda e controllavano altri eventuali avversari.
I combattimenti aerei man mano che procedeva la guerra diventarono sempre più estesi con un gran numero di aerei in volo e squadriglie di 12 unità. Il cielo poteva divenire un groviglio turbinante di macchine volanti. Quando l'avversario era in svantaggio numerico, era importante non perdere il vantaggio acquisito. Il fuoco concentrato non sempre era efficace, visto che l'aereo avversario poteva sottrarsi manovrando all'ultimo momento. Raddoppiando il numero degli attaccanti si può impedire al nemico di manovrare e magari di mettersi in coda o di poter fuggire e mettersi sotto la protezione dei suoi colleghi. Più tardi nella guerra, il lavoro di gruppo divenne la chiave primaria del successo e della sopravvivenza nel combattimento aereo.